# مهرجان الشرقية للهجن
مهرجان الشرقية للهجن هو سباق للهجن العربية الأصيلة، يقام المهرجان فب صحراء بلبيس بمحافظة الشرقية في مصر كل عامين، ويستضيف المهرجان أكثر من 20 قبيلة بدوية مصرية ومشاركين من كافة الدول العربية، كما تتم في نهاية السباق اقامة أمسية بدوية ساهرة يحييها أفراد من القبائل وتتضمن فقرات متنوعة تشتمل على السامر والغناء والأهازيج والراقصات البدوية. وتنتشر رياضة سباقات الهجن في مصر خصوصا في محافظتي شمال وجنوب سيناء ويقام مهرجان كذلك في الاسماعيلية برعاية محافظها.

## سباقات المهرجان تشتمل على شوطين

### سباق الجذعان
وهو للهجن التي تتراوح أعمارها بين عامين إلى ثلاثة أعوام ومسافته خمسة كيلومترات وشوطين

### سباق الثني
وهو سباق مخصص للهجن التي تتراوح أعمارها بين ثلاثة إلى أربعة أعوام ومسافته ثماني كيلومترات إضافة إلى شوطين لسباق

### سباق الرباع
وهو للهجن بين سن 4 إلى 5 أعوام ومسافته 10 كيلومترات فيما سيقام في اليوم الأخير شوطين

### سباق الناب
وهو للهجن أكبر من خمس سنوات ومسافته 10 كيلومترات.